# Ninja Tune
Ninja Tune ist ein Londoner Independent-Label.

## Geschichte und Ausrichtung
Das Label wurde 1990 von Mitgliedern der Gruppe Coldcut (Matt Black und Jonathan More) gegründet. Es ist bekannt für seine genreübergreifenden Veröffentlichungen und konnte im Laufe der Jahre durch das Signing sehr individueller und innovativer Künstler einen weltweiten Kultstatus erreichen.
Trotz vieler verschiedener Stile aus Bereichen wie Downbeat, Breakbeat, Hip-Hop, Trip-Hop, Easy Listening oder experimentellem Electro trägt das Label eine gewisse Handschrift und wird von vielen schon fast als eigenständiges Genre betrachtet.

## Weitere Arbeitsfelder
Ninja Tune führt die Sub-Labels Big Dada (spezialisiert auf alternativen Hip-Hop), Counter Records und Technicolour und führte ehemals Ntone (spezialisiert auf experimentelle elektronische Musik). Darüber hinaus vertreibt es unter anderem die Veröffentlichungen der Independent-Labels Brainfeeder (spezialisiert auf elektronische Musik) und Werkdiscs (spezialisiert auf Techno).
Eine weitere Künstler-Plattform des Labels ist das Projekt Solid Steel, welches bereits seit 1988 für die gleichnamige Radio-Sendung, diverse Live-Events und Mix-CD-Veröffentlichungen steht.

## Künstler (Auswahl)
- 9 Lazy 9
- Airborn Audio
- Ammoncontact
- Amon Tobin
- Andreya Triana
- Animals On Wheels
- Antibalas Afrobeat Orchestra
- Bicep
- Black Country, New Road
- Blockhead
- Bonobo
- Chris Bowden
- The Cinematic Orchestra
- Chocolate Weasel
- Clifford Gilberto
- Coldcut
- Daedelus
- DELS
- DJ Food
- DJ Kentaro
- DJ Vadim
- DK
- Dorian Concept
- DSP
- Emika
- Eskmo
- Fingathing
- Fink
- Flanger
- Fog
- Funki Porcini
- The Heavy
- The Herbaliser
- Hexstatic
- Hint
- Homelife
- Holly North
- The Irreduziblen Force
- Jaga Jazzist
- Kelis
- Kid Koala
- Loka
- The London Funk Allstars
- Letherette
- Mixmaster Morris
- Mr. Scruff
- One Self
- Pest
- Portico
- The Qemists
- Rainstick Orchestra
- Roots Manuva
- Sampa the Great
- Sixtoo
- Skalpel
- Speech Debelle
- Super Numeri
- Toddla T
- Treva Whateva
- TTC
- Ty
- Up, Bustle and Out
- Wagon Christ
- Zero db

## Ninja Tune Kompilationen (Auswahl)
- The Original Sampler (Juli 1993, BS001)
- Ninja Cuts Funkjazztical Tricknology (März 1995, ZENCD15)
- Ninja Cuts Flexistentialism (24. März 1996, ZENCD22)
- ColdKrushCuts – Mixed by Coldcut / DJ Food & DJ Krush (Februar 1997, ZENCD26)
- Ninja Cuts Funkungfusion (28. April 1998, ZENCD33)
- Zentonedada (Sampler von Ninja Tune, NTone und Big Dada) (1999, ZENTONEDADA 001)
- Xen Cuts (September 2000, ZENCD49)
- Xen Cuts Missed Flipped and Skipped (September 2000, ZEN49)
- Solesides Greatest Bumps (31. Oktober, 2000, ZEN51QP)
- Urban Renewal Program (August 2002, ZENCD72)
- Zentertainment 2002 (August 2002, ZEN2002)
- ZEN CD – A Ninja Tune Retrospective (Januar 2004, ZENCD85)
- ZEN RMX – A Retrospective of Ninja Tune Remixes (Januar 2004, ZENCD85R)
- ZEN TV DVD (Januar 2004, ZENDV85)
- Zentertainment 2004 (März 2004, ZEN2004)
- Zentertainment 2006 (Juli 2006, ZENCD2006)
- Well Deep DVD (Oktober 2007, BDDV100)
- You Don't Know – Ninja Cuts (März 2008, ZENDNL150)
- Ninja Tune XX Vol. 1 + 2 (September 2010, ZEN160 / ZEN 160R)